# Alain Hernández
Alain Hernández Sobrino (24 agosto 1972) è un ex giocatore di calcio a 5 cubano.

## Carriera
Come massimo riconoscimento in carriera vanta la partecipazione al FIFA Futsal World Championship 1996 in cui la nazionale cubana, alla prima partecipazione, è stata eliminata nel girone del primo turno comprendente Brasile, Belgio e Iran. Quattro anni più tardi, al termine della vittoriosa semifinale di CONCACAF Futsal Championship 2000 in Costa Rica, Hernández diserta la squadra, chiedendo asilo politico nel paese centroamericano.